# Anna Chapman
Anna Chapman właściwie Anna Wasiljewna Kuszczenko (ur. 23 lutego 1982 w Wołgogradzie) – zatrzymana w Nowym Jorku za szpiegostwo na rzecz Rosji. Deportowana 8 lipca 2010 do Rosji na podstawie wymiany więźniów. Do wymiany doszło 9 lipca na lotnisku w Wiedniu. W zamian za 10 rosyjskich szpiegów uwolniono Siergieja Skripala, Igora Sutiagina, Giennadija Wasilenko i Aleksandra Zaporożskiego.
Po deportacji stała się w Rosji celebrytką. Pozowała, między innymi, dla czasopisma Maxim.